# سروایور سریز: وارگیمز (۲۰۲۳)
سروایور سریز (به انگلیسی: Survivor Series) یک رویداد غیر رایگان (Pay-Per-View) در کشتی حرفه‌ای بود که توسط کمپانی دبلیودبلیوئی و برای هر دو برند راو و اسمک‌داون تهیه شد و این دوره اش هم در ۲۵ نوامبر ۲۰۲۳ در مجموعه ورزشی آل استیت آرنا در روزمونت، ایالت ایلینوی برگزار شد. این سی و هفتمین رویداد با نام سروایور سریز و دومین رویداد با تم مسابقه وار گیمز بود.
پنج مسابقه در این رویداد برگزار شد، از جمله دو مسابقه وار گیمز. در مسابقه پایانی که مسابقه وارگیمز مردان بود، کودی رودز، ست «فریکن» رالینز، جی اوسو، سمی زین و رندی اورتن، تیم جاجمنت دی (فین بالور، دامینیک میستریو، دیمین پریست و جی‌دی مک‌دونا) و درو مکینتایر را شکست دادند؛ در حالی که در مسابقه وارگیمز زنان، که اولین مسابقه بود، بیانکا بلر، شارلوت فلر، شاتزی و بکی لینچ، تیم دمیج کنترل (بیلی، آسکا، ایو اسکای و کایری سین) را شکست دادند. این رویداد همچنین شامل بازگشت رندی اورتن و آر-تروث بود که هر دو به ترتیب از ماه مه و نوامبر ۲۰۲۲ به دلیل مصدومیت غایب بودند و همچنین بازگشت سی‌ام پانک در اولین حضورش در دبلیودبلیوئی از زمان رویال رامبل ۲۰۱۴.

## زمینه‌سازی
سروایور سریز: وار گیمز شامل مسابقاتی بین دشمنی‌های موجود، ماجراهای پیش آمده و استوری‌هایی خواهد بود که پیش از این در برنامه‌های را و اسمَک‌دَون پخش شده بود. کشتی‌گیرها با توجه به مسابقات یا سری اتفاقاتی که برایشان رخ می‌دهد و تنش را به حداکثر می‌رساند، نقش منفی یا قهرمان به خود می‌گیرند و در این رویداد به مسابقه و رقابت می‌پردازند.